# Élections législatives mauriciennes de 1983

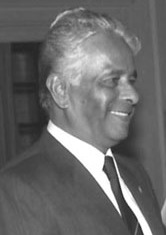
Le Premier ministre mauricien, M. Anerood Jugannath saluant le ministre des Finances de l'Union, le Dr Manmohan Singh, lors du dîner offert en l'honneur du premier, par le Premier ministre Shri P. V. Narasimha à New Delhi le 24 juillet 1991.

Les élections législatives mauriciennes de 1983 sont une élection législative à Maurice le 21 août 1983. 
L'alliance entre le mouvement socialiste militant, le parti travailliste mauricien et le parti mauricien social démocrate remporte 46 sièges au total. Le mouvement socialiste militant (MSM) remporte 32 sièges, le parti travailliste mauricien obtient 9 sièges et le parti social-démocrate mauricien (PMSD) 5 sièges. 
La victoire de cette alliance permet à Anerood Jugnauth de conserver son poste de premier ministre. Seewoosagur Ramgoolam et Gaëtan Duval font leurs retours au gouvernement quitté après la défaite de 1982. Ramgoolam devient gouverneur général, Duval vice-premier ministre et Satcam Boolell (nouveau chef du parti travailliste mauricien) ministre des Affaires étrangères.

## Résultat détaillé
Les résultats de l'élection sont les suivants.
- Mouvement socialiste militant et parti travailliste mauricien : 41 sièges (32 + 9) plus 5 sièges ("Best loser").
- Parti mauricien social démocrate : 19 sièges plus 3 sièges ("Best loser").
- Organisation du peuple rodriguais : 2 sièges.